# 베르댠스크

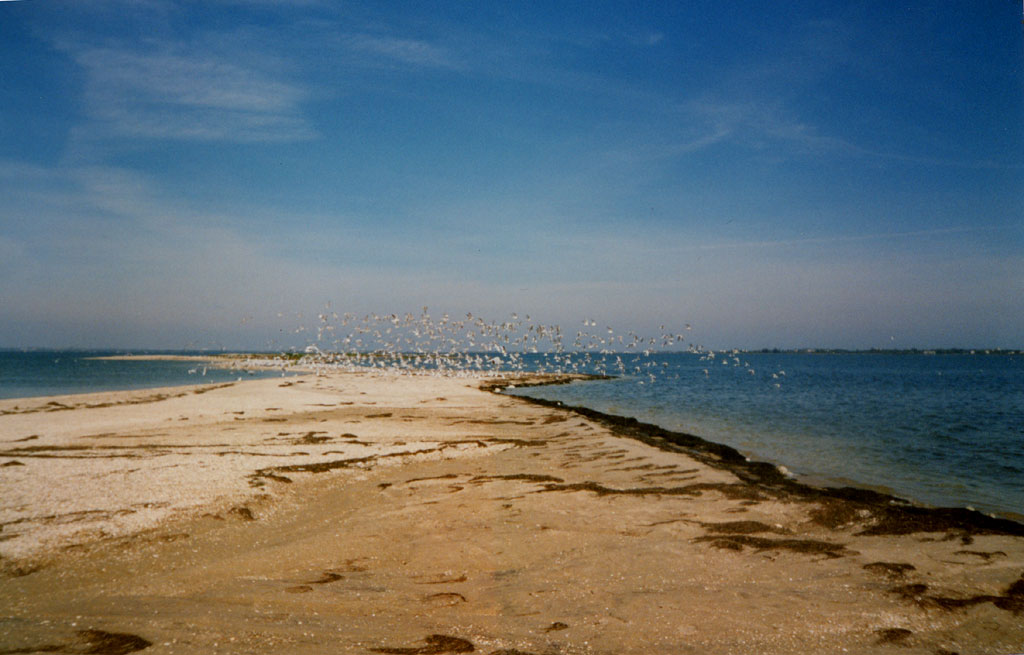
대젠지크 곶

베르댠스크(우크라이나어: Бердянськ, 러시아어: Бердянск 베르댠스크[*])는 우크라이나 남동부에 위치한 자포리자주의 항구 도시로, 아조프해 북부 연안에 위치하며 면적은 82.65km2, 인구는 123,000명이다.

## 인구
| 연도 | 인구    | ±%      |
| ---- | ------- | ------- |
| 1860 | 10,100  | —       |
| 1897 | 26,500  | +162.4% |
| 1926 | 26,400  | −0.4%   |
| 1939 | 52,000  | +97.0%  |
| 1959 | 65,000  | +25.0%  |
| 1970 | 100,000 | +53.8%  |
| 2001 | 121,000 | +21.0%  |

## 출신 인물
- 올가 쿠릴렌코
- 예브게니야 루드네바

## 자매 도시
- 폴란드 비엘스코비아와
- 불가리아 얌볼